# Revy obscen
Revy Obscen är en ungdomsrevy som startades av ett gäng unga från Åkersberga-revyn efter Revy Rixdagen i Falköping 1994. Tanken var att kunna erbjuda en mer vågad och obscen underhållning, därav namnet Revy Obscen. Mottot var "För, av och med ungdomar".
Grundarna jobbade då aktivt med Åkersbergarevyn som bland annat tekniker och foajépersonal när man beslutade sig för att starta något eget. Första idén var att sätta upp en musikal. Men snart släppte man den tanken och kom på att det bästa vore att göra en revy för ungdomar. Det var ett sätt att ta upp saker ur ett ungdomsperspektiv.
Första uppsättningen av Revy Obscen handlade om tonåringars perspektiv på högstadielärare och om relationer och dejtingtrubbel. Första uppsättningen hade premiär en onsdag och man körde även en föreställning dagen därpå.
Längre fram sträckte sig Revy Obscens spelperiod över 5 veckor, idag är Revy Obscen vilande då majoriteten av kvarvarande medlemmar har gått över till moderföreningen Åkersbergarevyn (på grund av att de inte klassas som ungdomar längre).
Men om det finns ett intresse hos ungdomar att sätta upp en Revy igen så kommer Revy Obscen att återupptas.

## Roliga händelser
- Revy Obscen var den första ungdomsrevyn att få med nummer i Revy SM.
- Revy Obscen har tävlat i Revy SM två gånger. De nummer som Revy Obscen tävlat med är:
  - ”Sagosunden” skriven av Magnus Franzén och Emma Gunnarsson
  - ”Supporten” Skriven av Magnus Franzén och Christoffer Ersenius
- ”Supporten” såldes till 22 andra revyer vilket inom revysammanhang är en strålande siffra.
- Revy Obscen har sålt flera andra nummer till revyer över hela Sverige
- Revy Obscen är den enda ungdomsrevyn som varit aktiv i 15 år.

## Tidigare föreställningar
- 1994: Replik i Byxan
- 1995: Monolog i Shorts
- 1996: Förlåt oss
- 1997: Påsatt
- 1998: Astung
- 2000: Nu STÖRRE än någonsin!
- 2001: Obscendrag
- 2002: Canda
- 2003: Skrattsalva
- 2004: 10 Gånger Bättre
- 2006: Bättre Obscent än aldrig
- 2007: Director’s cut
- 2008: Tack och Förlåt
- 2009: Disaster piece